# Scott Ian
Scott Ian, nato Scott Ian Rosenfeld (New York, 31 dicembre 1963), è un chitarrista statunitense.

## Biografia
Nasce nel Queens, borough di New York, il 31 dicembre 1963 da una famiglia ebraica.
È il chitarrista e fondatore degli Anthrax, gruppo thrash metal, e degli Stormtroopers of Death (S.O.D.), gruppo punk metal; in entrambi i gruppi suona assieme al batterista Charlie Benante.
La sua prima influenza furono i Kiss, rimanendo folgorato dal chitarrista Ace Frehley, e divenne anche un grande fan degli Iron Maiden.
Ascoltava anche hardcore punk e gruppi come Black Flag e Discharge.
Formò gli Anthrax nel 1982 con Benante e il bassista Dan Lilker (che se ne andrà per formare i Nuclear Assault), pubblicando il primo disco nel 1984, Fistful of Metal, un album di rovente thrash metal che strizzava l'occhio ai gruppi della NWOBHM.
Chitarrista di modesta tecnica, il suo modo di suonare si basa molto su una distorsione satura e martellante e i suoi assoli sono per lo più effettistici, sullo stile di Kerry King, chitarrista che Scott ammira molto.
Ultimamente, ha partecipato ad un reality show chiamato "SuperGroup". In questo programma, egli deve comporre musica inedita in 12 giorni per poter poi esibirla in un concerto. Assieme a Scott hanno partecipato Ted Nugent alla chitarra, Sebastian Bach alla voce, Evan Seinfeld al basso, Jason Bonham alla batteria e il produttore Doc McGhee, famoso per aver inciso molti album dei Kiss.
Scott è sposato dal 2010 con la cantante country Pearl Aday (figlia di Marvin Aday, meglio conosciuto come Meat Loaf) con la quale suona nel gruppo Motor Sister (gruppo rock nato dalle ceneri dei Mother Superior e composto, oltre che da Ian e dalla Aday, da Jim Wilson alla voce, Joey Vera al basso e John Tempesta alla batteria). La coppia ha un figlio, Marvin, nato nel 2011.

## Discografia

### Con gli Anthrax
- 1984 - Fistful of Metal
- 1985 - Spreading the Disease
- 1987 - Among the Living
- 1988 - State of Euphoria
- 1990 - Persistence of Time
- 1993 - Sound of White Noise
- 1994 - Live: The Island Years (album dal vivo)
- 1995 - Stomp 442
- 1998 - Volume 8: The Threat Is Real
- 2003 - We've Come for You All
- 2004 - Music of Mass Destruction (album dal vivo)
- 2005 - Alive 2 (album dal vivo)
- 2007 - Caught in a Mosh: BBC Live in Concert (album dal vivo)
- 2009 - The Big 4 Live from Sofia, Bulgaria (album dal vivo)
- 2011 - Worship Music
- 2014 - Chile on Hell (album dal vivo)
- 2016 - For All Kings
- 2018 - Kings Among Scotland (album dal vivo)

### Con gli Stormtroopers Of Death
- 1985 - Speak English or Die
- 1992 - Live at Budokan (album dal vivo)
- 1999 - Bigger Than the Devil
- 1992 - Seasoning The Obese (singolo)
- 1992 - 20 Years Of Dysfunction (video/album dal vivo)
- 2000 - Kill Yourself: The Movie (video)
- 2002 - Speak English Or Live (video)
- 2007 - Rise of the Infidels (EP)
- 2002 - Live at the Fenix (video)
- 2011 - Crab Society North (compilation/demo)

### Con i The Damned Things
- 2010 - Ironiclast
- 2019 - High Crimes

### Con i Motor Sister
- 2015 - Ride

### Con i Mr. Bungle
- 2020 - The Raging Wrath of the Easter Bunny Demo

## Filmografia parziale

### Televisione
- Evil – serie TV, episodio 1x04 (2019)